# Cumbre Ventanas
Cumbre Ventanas är en ort i Mexiko.   Den ligger i kommunen Siltepec och delstaten Chiapas, i den sydöstra delen av landet, 800 km sydost om huvudstaden Mexico City. Cumbre Ventanas ligger 2 366 meter över havet och antalet invånare är 763.
Terrängen runt Cumbre Ventanas är huvudsakligen bergig, men österut är den kuperad. Runt Cumbre Ventanas är det ganska tätbefolkat, med 78 invånare per kvadratkilometer. Närmaste större samhälle är El Porvenir de Velasco Suárez, 10,6 km söder om Cumbre Ventanas. Omgivningarna runt Cumbre Ventanas är en mosaik av jordbruksmark och naturlig växtlighet.